# Handelskom

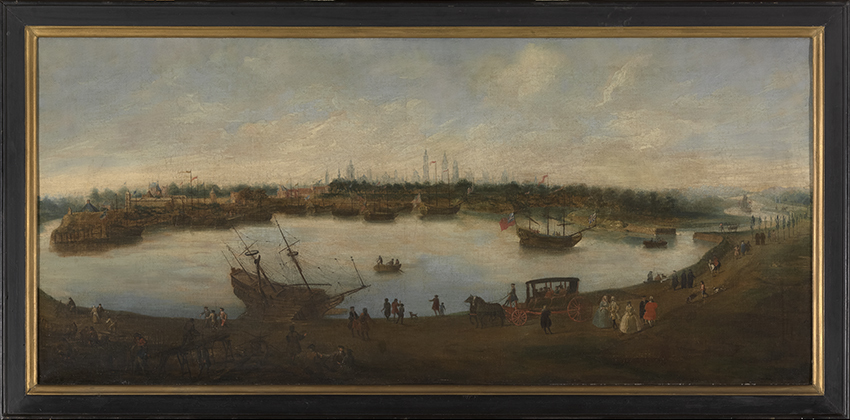
De Handelskom in de eerste helft van de 18de eeuw (Groeningemuseum).

De Handelskom is een uitgegraven havenbekken in Brugge.
In 1665 werd bij de Dampoort, aan het begin van het kanaal naar Oostende, de Handelskom uitgegraven, waar zeeschepen konden aanleggen. Het nieuwe havendok moest de handel in de stad bevorderen (als belangrijke plaats tussen Oostende en het Vlaamse binnenland) en was voorzien van een aangepaste haveninfrastructuur. Deze nieuwe impuls bracht een bevolkingstoename met zich mee: het inwonersaantal steeg tot 38.000. Tevens werden er een eeuw later pakhuizen aan de Handelskom gebouwd.
Eind 19e eeuw werd langs de Handelskom een filiaalbedrijf van de Koninklijke Nederlandsche Gist- en Spiritusfabriek opgericht, tegenwoordig een fabriek van chemiebedrijf Dupont.